# Троицкое (Петуховский район)
Троицкое — село в Петуховском районе Курганской области. Входит в состав Петуховского сельсовета.

## История
До 1917 года входило в состав Петуховской волости Ишимского уезда Тобольской губернии. По данным на 1926 год состояло из 131 хозяйства. В административном отношении являлось центром Троицкого сельсовета Петуховского района Ишимского округа Уральской области.

## Население
| 1989 | 2002 | 2010 |
| ---- | ---- | ---- |
| 363  | ↘324 | ↘251 |

По данным переписи 1926 года в селе проживало 715 человек (345 мужчин и 370 женщин), в том числе: русские составляли 99 % населения.